# Andrzej Ruraż-Lipiński
Andrzej Cezary Ruraż-Lipiński (ur. 14 lipca 1943 w Warszawie) – polski urzędnik państwowy, polityk, inżynier chemik i farmaceuta, w latach 2000–2001 wiceminister środowiska i Główny Inspektor Ochrony Środowiska.

## Życiorys
Uczestniczył w wydarzeniach października 1956, został podczas nich pobity przez milicjantów. Ukończył Liceum Ogólnokształcące pw. św. Augustyna, a następnie inżynierię chemiczną na Politechnice Warszawskiej. Pracował jako farmaceuta w instytucie naukowym oraz w centralnej administracji państwowej, zajmując się nadzorem nad przemysłem rafineryjnym i ceramicznym. Po 1989 zajął się publicystyką polityczno-społeczną.
Po 1989 działał w Zjednoczeniu Chrześcijańsko-Narodowym oraz w Chrześcijańskiej Demokracji III RP (zasiadał we władzach drugiej partii). Od 14 kwietnia 2000 do 2001 pełnił funkcję wiceministra środowiska i Głównego Inspektora Ochrony Środowiska. Odwołany ze stanowiska 21 maja 2001. W 2005 kandydował do Sejmu z listy Domu Ojczystego.